# استفان لوکس
استفان لوکس (چکی: Stefan Lux؛ ۱۱ نوامبر ۱۸۸۸ – ۳ ژوئیهٔ ۱۹۳۶) یک روزنامه‌نگار، نویسنده، و کارگردان اهل و شهروند چکسلواکی که در مجمع عمومی جامعه ملل در تاریخ ۳ ژوئیه ۱۹۳۶ دست به خودکشی زد.
آمین. فیلمی از کوستا گاوراس در سال ۲۰۰۲ میلادی با خودکشی سوئیت استفان در ژنو آغاز می‌شود.